# 翼中文峰塔
翼中文峰塔，位于山西省临汾市翼城县城关镇翼城中学，是一座圆形实心砖塔，建于明崇祯二年（1629年），高21米，五级密檐式，与翼中五魁塔并峙。
1987年8月20日，翼中文峰塔公布为翼城县文物保护单位。